# Юльчиев, Игорь Энберович
И́горь Эмбе́рович Юльчиев (13 октября 1966, Тургень, Алматинская область) — советский хоккеист на траве, участник Олимпийских игр. Заслуженный Мастер Спорта.

## Карьера
С 1984 по 1994 год выступал за алматинское «Динамо» на позиции защитника.
В 1984-94 годах играл в алма-атинском «Динамо».
В 1995-96 годах играл в самарском СКА.
До окончания карьеры в 1999 году играл в итальянских клубах.
Выпускник Казахского ГИФКа (1991).
В чемпионате СССР и России провёл 234 игры. Восьмикратный чемпион СССР (1984—1991), бронзовый призёр чемпионата России (1994). Двукратный обладатель Кубка СССР (1986, 1987), трёхкратный финалист Кубка СССР (1985, 1989, 1990).
Шесть раз включался в список 22 лучших хоккеистов года (1986—1991).
В сборной СССР и СНГ в 1986-92 годах провёл 83 игры. Участник Олимпийских игр 1988 и 1992 годов. На Олимпиаде в Сеуле Игорь в составе сборной СССР занял 7-е место. На следующих Играх Юльчиев, будучи игроком Объединённой команды, стал 10-м.
Участник чемпионатов мира 1986 и 1990 годов, чемпионатов Европы 1987 и 1992 годов. Победитель турнира «Дружба-1990».